# Micrepeira smithae
Micrepeira smithae là một loài nhện trong họ Araneidae.
Loài này thuộc chi Micrepeira. Micrepeira smithae được Herbert Walter Levi miêu tả năm 1995.